# Molophilus unispinosus
Molophilus unispinosus là một loài ruồi trong họ Limoniidae. Chúng phân bố ở miền Australasia.